# Johan Philip Korn
Johan Philip Korn (1727 ou 1728 - 29 mars 1796) est un peintre suédois,,.

## Biographie
Korn naît à Uddevalla, dans le comté de Västra Götaland, en Suède. Il est le fils de Filip Ludvig Korn (1698-1741) et Maria Elfwing (1708-1742). Il commence sa carrière en tant que peintre décorateur. Il est élève de l'artiste Johan Sevenbom (1721-1784). Après des études supplémentaires, il passe à la peinture de paysage dans le style rococo de l'artiste français François Boucher (1703-1770),.
En 1759, Korn devient maître de l'Office de peinture de Stockholm (Stockholms målarämbete) et occupe ce poste jusqu'à sa mort. Korn devient membre (agré) de l' Académie royale suédoise des beaux-arts en 1777,.

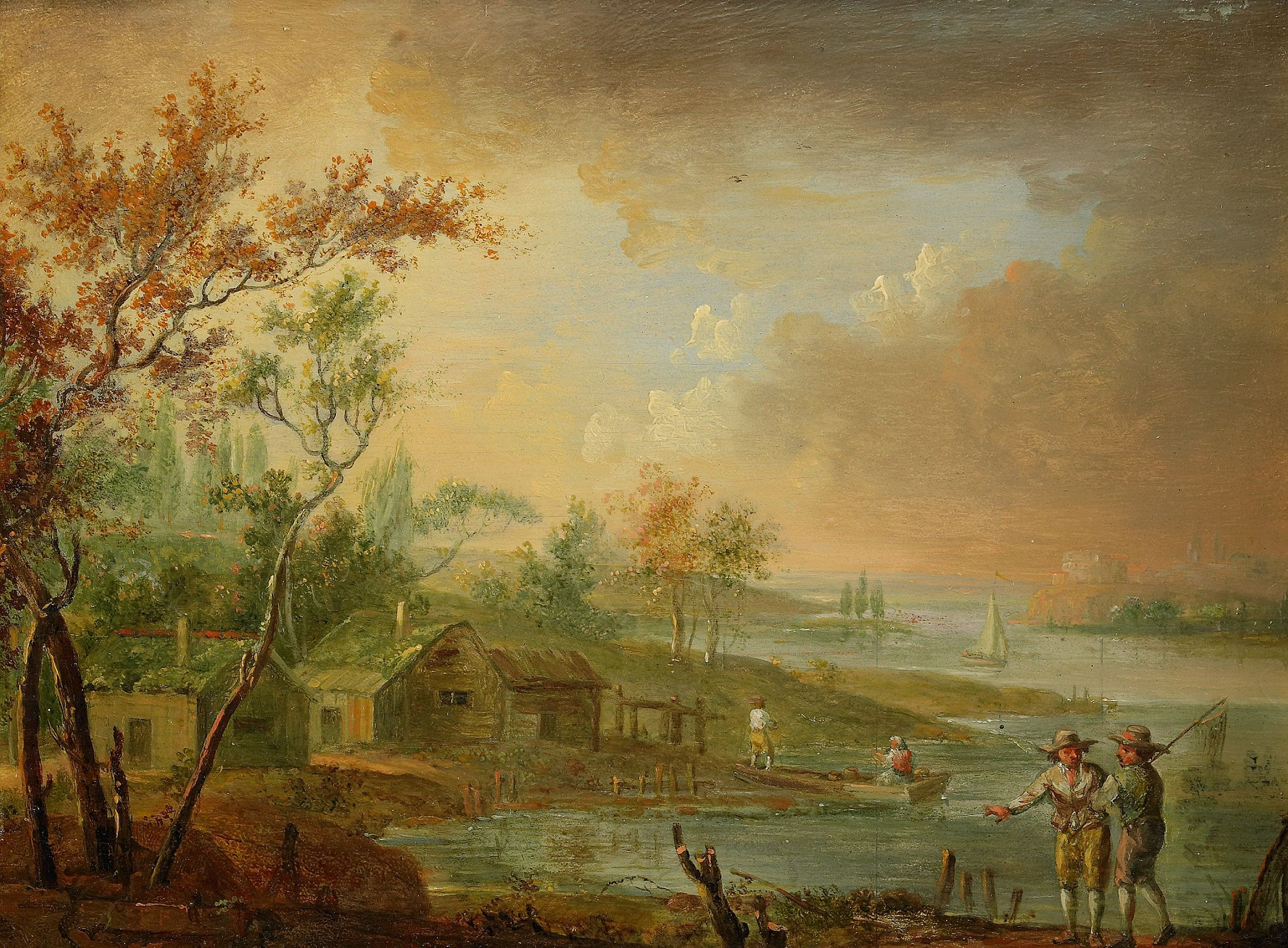
Sjölandskap med hus och figurer
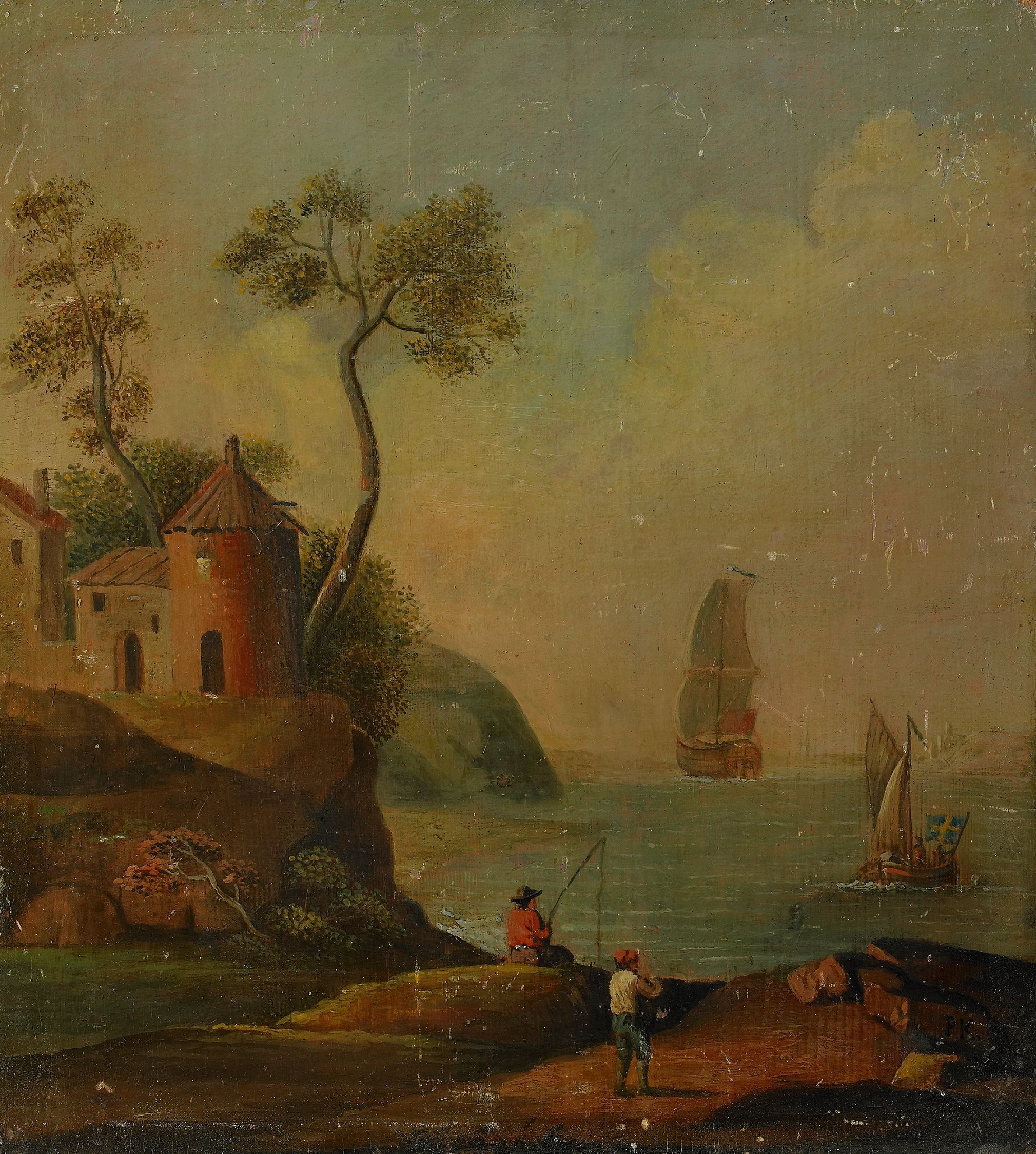
Pastoralt kustlandskap med figurstaffage